# 向井美音里
向井 美音里（むかい みどり、1965年4月27日 - ）は、日本のミュージシャン。ロックバンド、ユニコーンのキーボード担当として活動していた。広島県出身。

## 概要・来歴
3歳のときにオルガンを習い、音楽と出会う。6歳からはピアノのレッスンを受ける。1982年、社会人バンドからの誘いを受けキーボーディストとして参加。短期大学に進学し、在学中にユニコーンに加入。そのまま短期大学を中退する。
- 1988年、ユニコーン脱退[1]。理由は「健康上」とされる。[要出典]
- 1989年、ユニコーンのメンバー、堀内一史と結婚。結婚後は、[要出典]作詞作曲やボーカルレッスンの講師などしていた[1]。
- 1998年、離婚。[要出典]
- 音楽業界を離れ建設会社の広報として勤めていたが、会社倒産に伴い[要出典]2006年からはフリーでPCの各種データ作成の仕事を行っている[1]。
- 2013年に、制作チーム「morca」を結成（メンバーは向井森生、向井香那）[1]。音楽制作・編集・イラストデザインなど[1]。